# Ѣ̈
Le iatʹ tréma (capitale Ѣ̈, minuscule ѣ̈) est une lettre de l'alphabet cyrillique, composée du Ѣ (iatʹ) et du tréma. Elle était utilisée en russe avant 1918.

## Linguistique

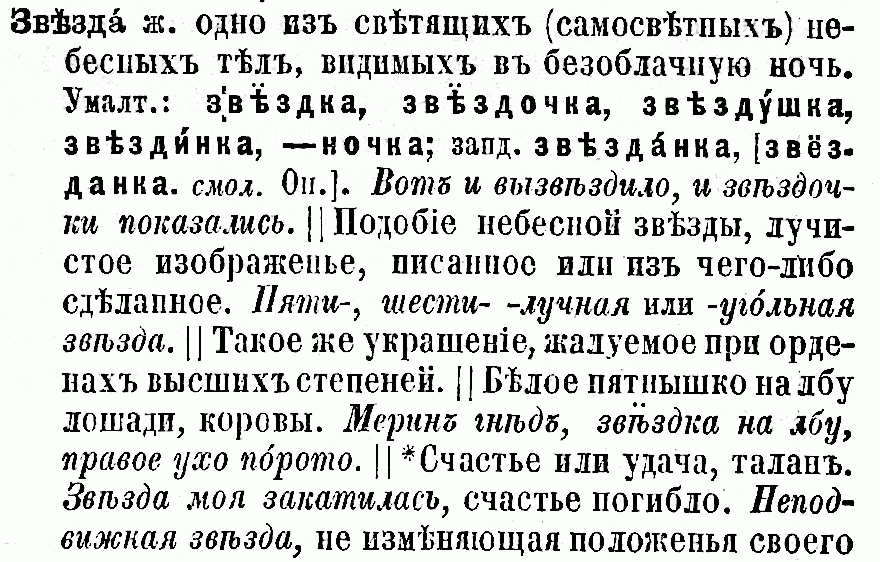
Ѣ̈ dans le Dictionnaire raisonné du russe vivant de Vladimir Dahl publié en 1903.

## Représentations informatiques
Le iatʹ tréma peut être représenté avec les caractères Unicode suivants :
- décomposé (cyrillique, diacritiques) :

| Formes    | Représentations | Chaînes de caractères | Points de code | Descriptions                                       |
| --------- | --------------- | --------------------- | -------------- | -------------------------------------------------- |
| capitale  | Ѣ̈               | Ѣ◌̈                    | U+0462 U+0308  | lettre majuscule cyrillique iatʹ diacritique tréma |
| minuscule | ѣ̈               | ѣ◌̈                    | U+0463 U+0308  | lettre minuscule cyrillique iatʹ diacritique tréma |